# Hyojung
Choi Hyo-jung (hangul: 최효정 (); Anyang, Gyeonggi, 28 de julio de 1994), mejor conocida simplemente como Hyojung, es una cantante surcoreana, conocida por ser miembro del grupo femenino surcoreano Oh My Girl.

## Biografía
Hyojung nació el 28 de julio de 1994 en Anyang, Gyeonggi, Corea del Sur.

## Carrera

### 2015-2018: Debut con Oh My Girl y otras actividades
El 20 de abril de 2015, Hyojung debutó como miembro de Oh My Girl con su primer EP, Oh My Girl.
En febrero de 2017, compitió en King of Mask Singer bajo el nombre de "Moon".
En abril de 2018, junto a Arin y Binnie, debutó en la primera subunidad de Oh My Girl, Oh My Girl Banhana.

### 2019-presente: Actividades en solitario
En agosto de 2019, se confirmó que Hyojung participaría en el programa de televisión Queendom.
En enero de 2020, se convirtió en DJ especial del programa Avenger Girls de Naver.
En septiembre de 2020, se anunció que sería presentadora del programa Get It Beauty de OnStyle.
Hyojung participó en la banda sonora de la serie de televisión Hyena de SBS con el sencillo "Today, 오늘도 어제처럼 (오늘도 어제처럼 )", publicado el 21 de marzo de 2020.
El 22 de febrero de 2021, Hyojung fue elegida para cantar la versión coreana de "Lead The Way" para la película animada de Disney Raya and the Last Dragon.

## Discografía

### Sencillos
| Título                                                                                  | Año  | Posiciones más altas en los gráficos | Álbum                            |
| Título                                                                                  | Año  | COR Gaon                             | Álbum                            |
| --------------------------------------------------------------------------------------- | ---- | ------------------------------------ | -------------------------------- |
| "Suddenly Autumn" (느새 가을) (feat. Crucial Star)                                      | 2016 | —                                    | Fantastic OST Part 3             |
| "SARR" ( 사르르 )                                                                       | 2018 | —                                    | Reina del Misterio 2 OST Parte 1 |
| "I'm Loving You" ( 사랑하고 있습니다 )                                                  | 2018 | —                                    | My Only One OST Part 5           |
| "SNS" (con Park Myung-soo)                                                              | 2018 | —                                    | Sencillo sin álbum               |
| "Mr. Wonder" (feat. Binnie)                                                             | 2019 | —                                    | Legal High OST Part 5            |
| "Today, Just Like Yesterday" (오늘도 어제처럼)                                          | 2020 | —                                    | Hyena OST Part 8                 |
| "Lead the Way" (Korean ver.)                                                            | 2021 | —                                    | Raya and the Last Dragon         |
| "Dear, Beloved"                                                                         | 2022 | —                                    | Dear X Who Doesn't Love Me OST   |
| "Christmas Night Train"                                                                 | 2024 |                                      | Sencillo sin álbum               |
| "—" indica lanzamientos que no entraron en las listas o que no se lanzaron en ese país. |      |                                      |                                  |

## Filmografía

### Programas de televisión
| Año           | Título                     | Papel                    | Notas                              | Ref.   |
| ------------- | -------------------------- | ------------------------ | ---------------------------------- | ------ |
| 2017          | King of Mask Singer        | Concursante; como "Moon" | Episodio 98                        |        |
| 2017          | I Can See Your Voice       | Detective                |                                    |        |
| 2019          | Queendom                   | Ella misma               |                                    | [ 14 ] |
| 2020          | Mr. Trot                   | Maestra                  |                                    | [ 15 ] |
| 2020          | Oh! My Part, You           | Panelista                |                                    | [ 16 ] |
| 2020-presente | Landman Village            | Miembro del elenco       |                                    | [ 17 ] |
| 2021          | Get It Beauty 2021         | Presentadora             | con Sunmi                          | [ 18 ] |
| 2021          | Tomorrow's National Singer | Jurado                   |                                    | [ 19 ] |
| 2022          | One Tree Table             | Miembro del elenco       |                                    | [ 20 ] |
| 2022          | Round Table                | Concursante              |                                    | [ 21 ] |
| 2022          | Kilimanjaro                | Miembro del elenco       | con Yoon Eun-hye, Uee y Son Ho-jun | [ 22 ] |

### Programas web
| Año  | Título                 | Papel                  | Notas                     | Ref.   |
| ---- | ---------------------- | ---------------------- | ------------------------- | ------ |
| 2020 | Avengirls              | Presentadora del lunes |                           | [ 8 ]  |
| 2023 | Fill in the next blank | Reparto principal      | Documental de 4 episodios | [ 23 ] |

### Programas de radio
| Año  | Título | Papel       | Notas                       | Ref.   |
| ---- | ------ | ----------- | --------------------------- | ------ |
| 2022 | Dream  | DJ especial | 21 de febrero al 6 de marzo | [ 24 ] |